# Jerry Hyman
Jerry Hyman es un músico y actor de cine norteamericano, nacido el 19 de mayo de 1947, en Brooklyn, Nueva York.
Como músico, es conocido por su incorporación al grupo de jazz-rock, Blood, Sweat & Tears en 1968, permaneciendo con ellos hasta 1971, en que fue sustituido por Dave Bargeron. Grabó dos discos con la banda.
Después participó en diversos musicales en Broadway, simultaneando sus dotes de actor y cantante. Como actor, es conocido por sus intervenciones en las películas Águila de acero (Iron Eagle, 1986) y La mejor defensa, el ataque (Best Defense, 1984), aunque ha participado en un gran número de ellas, como Deadly Outbreak (1996) o Simbad: The battle of Dark Knights (1998). Ha colaborado con Sidney J. Furie y Willard Huyck.